# Warsow
Warsow ou War§ow (qui signifie « Warsow is Art of Respect and Sportmanship Over the Web », anciennement « Wariors of Alternate Reality Slaughter Over the Web ») est un jeu vidéo de tir à la première personne disponible sous Windows, Linux, MorphOS et Mac OS X. Il utilise un moteur de rendu 3D basé sur Qfusion, une modification de Quake II. Il propose un gameplay assez rapide avec plusieurs combinaisons spéciales pour se déplacer. Chaque arme possède à la fois un mode de tir normal et un plus puissant, le style graphique est très dessin animé recourant au rendu cel-shading, mélangeant des textures sombres et flashy.

## Présentation générale

### Licence
Le moteur est distribué sous GPL, ce qui n'est pas le cas du reste du jeu (cartes et textures). En effet ces fichiers indispensables ne sont pas couverts par une licence précise, l'autorisation des auteurs est donc nécessaire pour redistribuer ou modifier le jeu. C'est pourquoi il n'est pas intégré directement dans les distributions Linux. Ce choix a été volontairement fait par l'équipe officielle afin d'éviter que le travail réalisé ne soit réutilisé.

### Innovations
War§ow propose plusieurs innovations :
- Un système double de munitions : faible et forte (weak ammo et strong ammo). Chaque arme possède par défaut un type de munitions faible. Lorsque l'on récupère des boîtes de munitions associées à cette arme sur la carte, le type de munitions passe alors en forte et possède des caractéristiques différentes.
- Une forte orientation e-Sport à travers des modes de jeux attractifs en termes de compétition.
- Une jouabilité fortement basée sur des mouvements spéciaux, décrits ci-dessous.

## Système de jeu

### Mouvements spéciaux
En plus des combinaisons spéciales classique de Quake, comme les circle jump, les strafe jump, le double jump, ou le bunny hopping, Warsow possède ses propres mouvements :
- le wall jump permet d'utiliser les murs pour rebondir ;
- le dash permet une brève accélération sur le sol (de 320 à 449 UPS) ;
- le dodge permet d'esquiver rapidement via des pas sur le côté ;
- le ramp slide permet une accélération soudaine sur les rampes.

Maîtriser l'ensemble des mouvements spéciaux permet de gagner de la vitesse et de se déplacer à travers des raccourcis inaccessible par le mouvement classique, ce que les joueurs appellent les « trickjumps ». Ils sont une partie importante et intégrante du jeu.

### Les armes
- Gunblade (arme d'apparition) : Arme de couleur gris clair. Munitions illimitées. Munie d'un poignard pour le corps à corps. Accumule lentement une charge qui permet un premier tir plus puissant. Peu efficace en tir continu.
- La mitrailleuse (Machinegun, souvent abrégé en mg) : Arme de couleur gris foncé. Arme de tir continu à moyenne et longue distance. Elle n'a pas de strong ammo.
- Le lance-roquette (Rocket-launcher, souvent abrégé en rl) : Arme de couleur rouge. Arme de courte distance. Provoque un dégât de zone à l'impact important : c'est l'une des armes les plus appréciées du jeu. Elle permet au joueur de faire un rocket-jumping en tirant à ses pieds.
- La fusil plasma (Plasma gun, souvent abrégé en pl ou pg) : Arme de couleur verte. Arme de toutes les distances. Débit extrêmement rapide. Elle est utilisée pour couvrir rapidement les couloirs ou pour assurer ses arrières. Elle a le dps le plus important du jeu, mais il est souvent difficile de toucher avec tous les projectiles. Elle permet aussi d'escalader les murs.
- Le lance-grenade (Grenade launcher, souvent abrégé en gl) : Arme de couleur bleue. Arme à utiliser de près ou à moyenne distance. Utilisation fréquente en retraite, pour couvrir une porte proche ou une plateforme surélevée.
- Le fusil à pompe (Riotgun, souvent abrégé en riot) : Arme de couleur orange. Arme à utiliser au corps à corps. A le plus gros dégât direct du jeu si tous les plombs touchent. Utilisé au contact, ou à distance pour achever un adversaire faible en point de vie.
- Le fusil laser (Lasergun, souvent abrégé en lg) : Arme de couleur jaune. Arme de tir continu à utiliser sur une courte ou moyenne distance. Très utilisée dans les zones où l'adversaire a peu d'espace pour esquiver, et généralement terminée par un "combo" avec une autre arme comme l'electro bolt pour faire le maximum de dégât en peu de temps.
- L'electrobolt (ou fusil électrique, souvent abrégé en eb) : Arme de couleur bleue. Longue distance, tir instantané de dégât moyen. A la plus longue recharge du jeu et est donc dangereux à utiliser à découvert.
- Instagun : l'arme du mode « instagib » : Arme de couleur violette. Sorte d'electrobolt pouvant servir au rocket-jumping et fatale au premier tir reçu. Cette arme est la seule disponible en « instagib » et n'est pas disponible dans les autres modes de jeu.

Toutes ces armes, mis à part l'arme du mode « instagib », possèdent 2 types de munitions :
- des munitions standards, que l'on possède en ramassant l'arme (weak ammo) ;
- des munitions plus puissantes (strong ammo), contenues dans les packs de munitions.

### Cartes
Les cartes de Warsow (environ 60 pour les modes « classiques », beaucoup plus en race) peuvent posséder des jumpers qui donnent une vitesse et une direction au joueur et des rampes, qui leur permettent de gagner de la vitesse.
Les principales cartes jouées en mode non freestyle ni race sont :
- Funpark (ou wcal1) : Funpark est la carte la plus jouée du jeu. Cependant, elle ne tient pas le dessus en mode « race » ni dans certains modes « non-instagibles ». Un jumper central est entouré d'une arène carrée, ou les joueurs peuvent prendre de la vitesse. Construite sur deux étages, cette carte nécessite une grande maîtrise des techniques de jumping pour passer de l'un à l'autre aisément.
- Bipbeta2 : Principalement jouée en mode « intagib Clan Area » (ICA), Bipbeta2 met à la disposition du joueur une carte où tout est prévu pour la vitesse. Deux jumpers permettent ainsi d'atteindre des vitesses records, supérieurs à 2 000 (la vitesse d'un joueur sans bunny-jumping étant de 319 ). Très appréciée par les fans de Warsow, elle demande une grande expérience sur les serveurs experts.
- 13vast : Principalement jouée en mode « intagible capture the flag » (ICTF), 13vast met à disposition du joueur des jumpers, qui lui permette de se déplacer rapidement d'un bout à l'autre de la carte mais également des positions de snipe, et de défense. Elle est composée de trois îlots, L'un à Alpha, un autre à Bêta, et le troisième, au centre, aux deux équipes. (Auteur : Stefan Scholz "aka sst13 / [FDK]Railraver")
- Face : Carte de taille moyenne, où deux tours se font face. Les deux équipent doivent prendre le drapeau adverse, situé dans l'autre tour. Par la hauteur des tours, et le seul point de passage étroit entre les deux tours, cette carte est très prisée par les snipers. (Auteur : "-⇒ Karaczan ⇐-")
- Speedyctf : Carte de taille moyenne, sur deux étages où les joueurs doivent prendre le drapeau adverse. Les deux camps sont assez près l'un de l'autre, il faut donc être par conséquent rapide. Des jumpers permettent de sauter très haut dans la carte. (Auteur : Agent Orange)
- Padshop : Principalement jouée en mode « intagible team deadmatch » (ITDM) ou « clan area » (ICA), elle recrée l'atmosphère d'une chambre d'un adolescent fan de pcjeux. Une fusée permet d'aller sur mars alors qu'en rentrant dans les écrans d'ordinateur, le joueur se retrouve à l'intérieur de célèbre jeux vidéo. Il existe de nombreuses positions de snipe et les couleurs chatoyantes  camoufle bien les joueurs. (Auteur : ENTE (Andreas Endres))
- Padgarden : Principalement jouée en mode « intagible team deadmatch » (ITDM) ou « clan area » (ICA), cette carte est un jardin familial, un peu en bazar ou, tout comme sur padshop, les joueurs, petits, de la taille de jouets évoluent. Le bazar et les coins surélevés font de cette carte la favorite des snipers. Auteur:ENTE (Andreas Endres)
- Padkitchen : Principalement jouée en mode « intagible team deadmatch » (ITDM) ou « clan area » (ICA), cette carte est une cuisine où les joueurs évoluent dans les hauteurs (étagères, lampe) mais également dans le sous-sol (tuyau). Ses nombreux raccourcis et jumpers mais sa relative accessibilité donnent à cette carte une polyvalence. (Auteur : ENTE (Andreas Endres))
- Noiz : Grande carte, jouée presque exclusivement sur le grand serveur allemand, elle a été conçue pour des parties à 30 joueurs ou plus. Elle offre beaucoup de positions de snipe, mais aussi d'étroits couloirs. Très colorée, remplie de passage de téléportation, proche d'un style psychédélique, elle soumet le joueur à une grande épreuve de concentration.

Pour les autres modes de jeu, le choix des cartes varie davantage.

### Modes de jeux
Warsow propose plusieurs modes de jeux :
- CTF (Capture The Flag) : le CTF oppose deux équipes, le but est voler le drapeau adverse afin de le ramener dans son camp.
- Duel : le duel propose à 2 joueurs de s'affronter en un contre un. Ils apparaissent avec 100 points de vie et une arme basique chacun, sur une carte remplie d'objets en tout genres : armures, pack de points de vie, armes, munitions... Un objet pris par un joueur réapparaît quelques dizaines de secondes après : en Duel, le joueur peut alors compter ce temps de réapparition des objets pour être le 1er à les récupérer et dominer plus facilement son adversaire : on parle d'item control. Dans ce mode, les joueurs se battent non-stop durant un temps défini au début de la partie. Le Duel est le mode de jeu le plus utilisé en compétition actuellement.
- DM (Deathmatch) : chaque joueur joue pour lui-même en affrontant de nombreux autres adversaires. Comme en duel, ceux-ci se battent durant un laps de temps défini dans une arène comblée d'items.
- TDM (Team Deathmatch) : le TDM oppose deux équipes (en général deux contre deux) et se base sur les mêmes principes que ceux du Duel et du DM. Ce mode permet donc des stratégies intéressantes où le jeu d'équipe est crucial pour contrôler certains items importants (on peut aussi par exemple s'échanger des items entre partenaires, afin de mieux maitriser les cartes).
- Race : Le but est de parcourir le trajet du départ vers l'arrivée le plus rapidement possible dans des maps spécialement conçues pour ce mode. Cela nécessite l'utilisation de mouvements spéciaux et d'armes, afin d'accélérer ses déplacements. Ce mode bénéficie d'une grande communauté, des compétitions sont parfois organisées comme le Raceathon.
- CA (Clan Arena) : inspirée du mod Rocket Arena. À l'instar du mode TDM, Clan Arena oppose deux équipes. Mais ici, chaque joueur apparaît avec une armure et toutes les armes du jeu. De plus, les cartes sont dépourvues d'items (munitions, armures, etc.). Enfin, un joueur ne ressent pas les dégâts que causent ses propres armes : il peut alors se déplacer de manière optimale grâce à des rockets-jumps. En CA, le côté de gestions d'items est donc écarté pour laisser place à une gestion des mouvements accrue. Quand un joueur meurt, il n'a pas la possibilité de revenir dans la partie directement : un round s'achève quand une équipe élimine tous les joueurs de l'équipe adverse (mode ajouté à la version 0.3).
- DA (Duel Arena) : c'est la version "duel" du mode Clan Arena. Elle oppose deux joueurs qui possèdent directement une armure et des armes sur une carte dépourvue d'items, et ce pendant un round. Le round fini, le gagnant continue de jouer et le perdant laisse sa place à un autre joueur (mode ajouté à la version 0.4).
- Gungame : Se joue comme un DM classique sauf que le joueur commence avec l'instagun et dès qu'il tue quelqu'un, il obtient une arme de normal weapon au hasard en munition illimitée, et si le mode instagib est activé, tuant en un coup.
- aGungame (advanced Gungame) : Se joue comme le Gungame mais l'apparition des armes n'est plus aléatoire mais selon une liste préétablie. De plus, lorsqu'un joueur utilise excessivement une arme, celle-ci disparaît de son inventaire. La difficulté est donc revue à la hausse par rapport au gungame classique.
- BomB : Les deux équipes attaquent et défendent successivement. Le but du jeu est de faire exploser le plus de bombes possibles aux endroits désignés lorsque l'on est attaquant et empêcher l'adversaire de placer des bombes lorsque l'on défend. Les dégâts alliés sont généralement activés. Le joueur choisit en entrant dans le jeu son pack d'armes.
- Tactics :
- ffa (free for all) : Se joue comme un dm mais il n'y a pas de pick d'armes mais seulement de vie et d'armure.
- fca (fast clan arena) : Se joue comme le CA mais demande une vitesse minimum au joueur pour tuer quelqu'un.
- koth (King of the Hill) :
- ftag :
- ffmod : Toutes les caractéristiques du jeu (vitesse, dégâts...) sont augmentées de XX%.
- Instagib : dans ce mode, les joueurs n'ont qu'une arme et se battent sur une carte où aucun item n'est disposé. L'arme (l'instagun), comparable à un sniper, permet de tuer un ennemi directement avec un tir instantané, à n'importe quelle portée. De ce fait et à l'instar du mode CA, le jeu se veut très rapide : les mouvements sont primordiaux pour éviter les tirs ennemis qui sont à chaque fois fatals. Ce mode est particulier puisqu'il "s'intègre" dans un autre : on joue des parties d'instant Clan Arena (iCA), instant deathmatch (iDM), etc.

Depuis la version 0.3, le mode Midair, dans lequel le joueur devait maîtriser son lance roquettes pour infliger des dégâts en l'air à son adversaire, a été supprimé.
Dans certains modes de jeu (ITDM, TDM, ICA, CA, ICYF, CTF), il existe deux équipes: Alpha, de couleur rouge et Bêta, de couleur violette.
- Si les dommages alliés sont désactivés, un joueur peut faire accélérer un autre joueur de son équipe en tirant sur ce dernier.
- Il est possible de passer d'une équipe à l'autre en pressant F3 si ces dernières ne sont pas trop déséquilibrées.
- La spectator team n'est pas une équipe à proprement parler : elle désigne l'ensemble des joueurs qui ne sont ni dans l'une ni dans l'autre équipe, donc qui ne jouent pas et qui sont spectateurs du jeu.
- Dans un mode de jeu hors équipe, les joueurs peuvent être de toutes les couleurs.

## La console

### Les commandes
À n'importe quel moment dans le jeu, le joueur peut faire apparaître la console en tapant "²". Dans cette console, il peut chatter avec les autres joueurs, mais aussi lancer des votes ou prendre des décisions. Les commandes les plus utiles au cours le jeu sont :
- callvote numbots X : Faire apparaître un nombre X de Bot sur le serveur. Une valeur de 0 les retire
- callvote kick X : Retirer le joueur X du serveur
- callvote kickban X : Retirer le joueur X du serveur et le bannir
- callvote remove X : Retire le joueur X d'une équipe
- callvote allready : Force un match à commencer (fin des warmups)
- callvote map X : charger une nouvelle carte
- name X : changer son nom en X, personnalisable avec le code des couleurs[5]

Après qu'une telle commande (sauf pour "name x") soit implémentée dans la console, les joueurs sont invités à voter en pressant F1 (oui) ou F2 (non).
NB : Certaines de ces commandes (notamment cartes kickban ou mode de jeu) sont désactivées sur certains serveurs.
Quelques raccourcis de commandes utiles (commande bind) :
En tapant dans la console,
```
bind Y say xxxxxxx
```

⇒ Le joueur écrira automatiquement la phrase xxxxxxx lorsqu'il appuiera sur la touche Y
```
bind Y name xxxxxxx
```

⇒ Le joueur se verra immédiatement renommé en xxxxxxx lorsqu'il appuiera sur la touche Y
```
bind Y callvote [commande]
```

⇒ Le joueur déclenchera immédiatement la commande de vote spécifiée précédemment en appuyant sur la touche Y
```
bind Y v_say [cri oral] xxxxxxx
```

⇒ Le joueur dira automatiquement la phrase précédemment écrite (xxxxxxx) avec un cri lorsqu'il appuiera sur la touche Y

### Alias
Les alias servent à définir des commandes n'existant pas normalement dans le jeu, elles permettent notamment au joueur de faire plusieurs choses en même temps en appuyant sur une unique touche.
En tapant dans la console,

```
alias COMMANDE "commande1; commande2; commande3"
bind TOUCHE COMMANDE
```

- lorsque le joueur entrera COMMANDE dans la console, Les commandes "commande1", "commande2" puis "commande3" seront exécutées.
- En combinant avec "bind", les 3 instructions seront exécutées lorsque le joueur appuiera sur la touche TOUCHE.